# Borna Ćorić
Borna Ćorić (ur. 14 listopada 1996 w Zagrzebiu) – chorwacki tenisista, triumfator US Open 2013 w grze pojedynczej chłopców, zdobywca Pucharu Davisa (2018), olimpijczyk z Rio de Janeiro (2016).

## Kariera tenisowa

### Kariera zawodowa
W 2014 roku wziął udział w kwalifikacjach do wielkoszlemowego Wimbledonu, ale odpadł w pierwszej rundzie. Podczas US Open po raz kolejny grał w zawodach eliminacyjnych, tym razem wygrywając wszystkie trzy mecze i awansując do fazy głównej turnieju, w której pokonał rozstawionego Lukáša Rosola, a uległ Víctorowi Estrelli Burgosowi wynikiem 6:7(2), 6:4, 4:6, 2:6. W tym samym sezonie awansował półfinału turnieju ATP World Tour w Bazylei, gdzie pokonał m.in. Rafaela Nadala, i ćwierćfinału w Umagu.
Na początku 2016 roku dotarł do pierwszego w karierze finału z cyklu ATP World Tour, w Ćennaju, jednakże uległ w nim Stanowi Wawrince. Dokładnie trzy miesiące później drugi raz wystąpił w finale, tym razem w Marrakeszu, lecz bez powodzenia w rywalizacji z Federico Delbonisem. Latem zagrał w turnieju singlowym igrzysk olimpijskich w Rio de Janeiro odpadając w 1. rundzie.
W sezonie 2017 Ćorić wygrał pierwszy tytuł o randze ATP World Tour, w kwietniu w Marrakeszu, gdzie w finale obronił pięć piłek meczowych przeciwko Philippowi Kohlschreiberowi ostatecznie triumfując 5:7, 7:6(3), 7:5.
W 2018 roku wygrał drugi turniej rangi ATP World Tour na kortach trawiastych w Halle, gdzie bez straty seta doszedł do finału, pokonując w nim Rogera Federera 7:6(6), 3:6, 6:2. W połowie października Chorwat został finalistą zawodów ATP World Tour Masters 1000 w Szanghaju, eliminując m.in. w półfinale Federera. Spotkanie o tytuł Ćorić przegrał w dwóch setach z Novakiem Đokoviciem. W listopadzie zdobył razem z reprezentacją Chorwacji Puchar Davisa, po zwycięskim 3:1 finale z Francją. Ćorić wygrał 6:2, 7:5, 6:4 otwierający rywalizację mecz z Jérémym Chardym.
W 2019 roku Chorwat osiągnął finał zawodów w Petersburgu, przegrywając w nim 3:6, 1:6 z Daniiłem Miedwiediewem. Rok później ponownie awansował do finału tego turnieju, tym razem ulegając 6:7(5), 4:6 Andriejowi Rublowowi.
W 2022 roku zwyciężył w zawodach rangi ATP Tour Masters 1000 w Cincinnati, pokonując w finale Stefanosa Tsitsipasa 7:6(0), 6:2.
Na początku lutego 2024 roku Chorwat został finalistą zawodów w Montpellier.
Najwyżej sklasyfikowany w rankingu ATP w singlu był na 12. miejscu (5 listopada 2018), a w deblu na 413. pozycji (7 listopada 2016).

#### Finały w turniejach ATP Tour
| Legenda                                      |
| -------------------------------------------- |
| Wielki Szlem                                 |
| Igrzyska olimpijskie                         |
| Tennis Masters Cup / ATP Finals              |
| ATP Masters Series / ATP Tour Masters 1000   |
| ATP International Series Gold / ATP Tour 500 |
| ATP International Series / ATP Tour 250      |

##### Gra pojedyncza (3–6)
| Końcowy wynik | Nr | Data                 | Turniej     | Nawierzchnia  | Przeciwnik            | Wynik finału     |
| ------------- | -- | -------------------- | ----------- | ------------- | --------------------- | ---------------- |
| Finalista     | 1. | 10 stycznia 2016     | Ćennaj      | Twarda        | Stan Wawrinka         | 3:6, 5:7         |
| Finalista     | 2. | 10 kwietnia 2016     | Marrakesz   | Ceglana       | Federico Delbonis     | 2:6, 4:6         |
| Zwycięzca     | 1. | 16 kwietnia 2017     | Marrakesz   | Ceglana       | Philipp Kohlschreiber | 5:7, 7:6(3), 7:5 |
| Zwycięzca     | 2. | 24 czerwca 2018      | Halle       | Trawiasta     | Roger Federer         | 7:6(6), 3:6, 6:2 |
| Finalista     | 3. | 14 października 2018 | Szanghaj    | Twarda        | Novak Đoković         | 3:6, 4:6         |
| Finalista     | 4. | 22 września 2019     | Petersburg  | Twarda (hala) | Daniił Miedwiediew    | 3:6, 1:6         |
| Finalista     | 5. | 18 października 2020 | Petersburg  | Twarda (hala) | Andriej Rublow        | 6:7(5), 4:6      |
| Zwycięzca     | 3. | 21 sierpnia 2022     | Cincinnati  | Twarda        | Stefanos Tsitsipas    | 7:6(0), 6:2      |
| Finalista     | 6. | 4 lutego 2024        | Montpellier | Twarda (hala) | Aleksandr Bublik      | 7:5, 2:6, 3:6    |

#### Starty wielkoszlemowe (gra pojedyncza)
| Turniej         | 2014 | 2015 | 2016 | 2017 | 2018 | 2019 | 2020 | 2021 | 2022 | 2023 | 2024 | 2025 | Wygrane turnieje | Bilans w turnieju |
| --------------- | ---- | ---- | ---- | ---- | ---- | ---- | ---- | ---- | ---- | ---- | ---- | ---- | ---------------- | ----------------- |
| Australian Open | –    | 1R   | 1R   | 1R   | 1R   | 4R   | 1R   | 2R   | –    | 1R   | 1R   | 1R   | 0 / 10           | 4–10              |
| French Open     | –    | 3R   | 3R   | 2R   | 3R   | 3R   | 1R   | –    | 2R   | 3R   | 1R   |      | 0 / 9            | 12–9              |
| Wimbledon       | –    | 2R   | 1R   | 1R   | 1R   | –    | NH   | –    | –    | 1R   | 2R   |      | 0 / 5            | 2–6               |
| US Open         | 2R   | 1R   | 1R   | 3R   | 4R   | 2R   | QF   | –    | 2R   | 1R   | 1R   |      | 0 / 10           | 12–9              |
| Bilans spotkań  | 1–1  | 3–4  | 2–4  | 3–4  | 5–4  | 6–2  | 4–3  | 1–1  | 2–2  | 2–4  | 1–4  | 0–1  | 0 / 35           | 30–34             |

### Kariera juniorska
W 2013 roku doszedł do finału zawodów gry pojedynczej chłopców podczas wielkoszlemowego US Open. W meczu mistrzowskim pokonał Thanasiego Kokkinakisa wynikiem 3:6, 6:3, 6:1. W tym samym sezonie osiągnął także dwa półfinały i jeden ćwierćfinał singlowych zawodów wielkoszlemowych.

#### Historia występów w juniorskim Wielkim Szlemie
| Gra pojedyncza  | Gra pojedyncza | Gra pojedyncza |
| --------------- | -------------- | -------------- |
|                 |                |                |
| Turniej         | 2012           | 2013           |
| Australian Open | 2R             | SF             |
| French Open     | 1R             | SF             |
| Wimbledon       | 2R             | QF             |
| US Open         | 2R             | W              |

| Gra podwójna    | Gra podwójna | Gra podwójna |
| --------------- | ------------ | ------------ |
|                 |              |              |
| Turniej         | 2012         | 2013         |
| Australian Open | 2R           | 2R           |
| French Open     | 2R           | A            |
| Wimbledon       | 1R           | 1R           |
| US Open         | 2R           | 1R           |

#### Finały juniorskich turniejów wielkoszlemowych

##### Gra pojedyncza (1–0)
| Końcowy wynik | Nr | Data | Turniej            | Nawierzchnia | Przeciwnik         | Wynik finału  |
| ------------- | -- | ---- | ------------------ | ------------ | ------------------ | ------------- |
| Zwycięzca     | 1. | 2013 | US Open, Nowy Jork | Twarda       | Thanasi Kokkinakis | 3:6, 6:3, 6:1 |

## Odznaczenia
- Order Księcia Branimira (2018)[1]